# Spijkerlinde van Olne

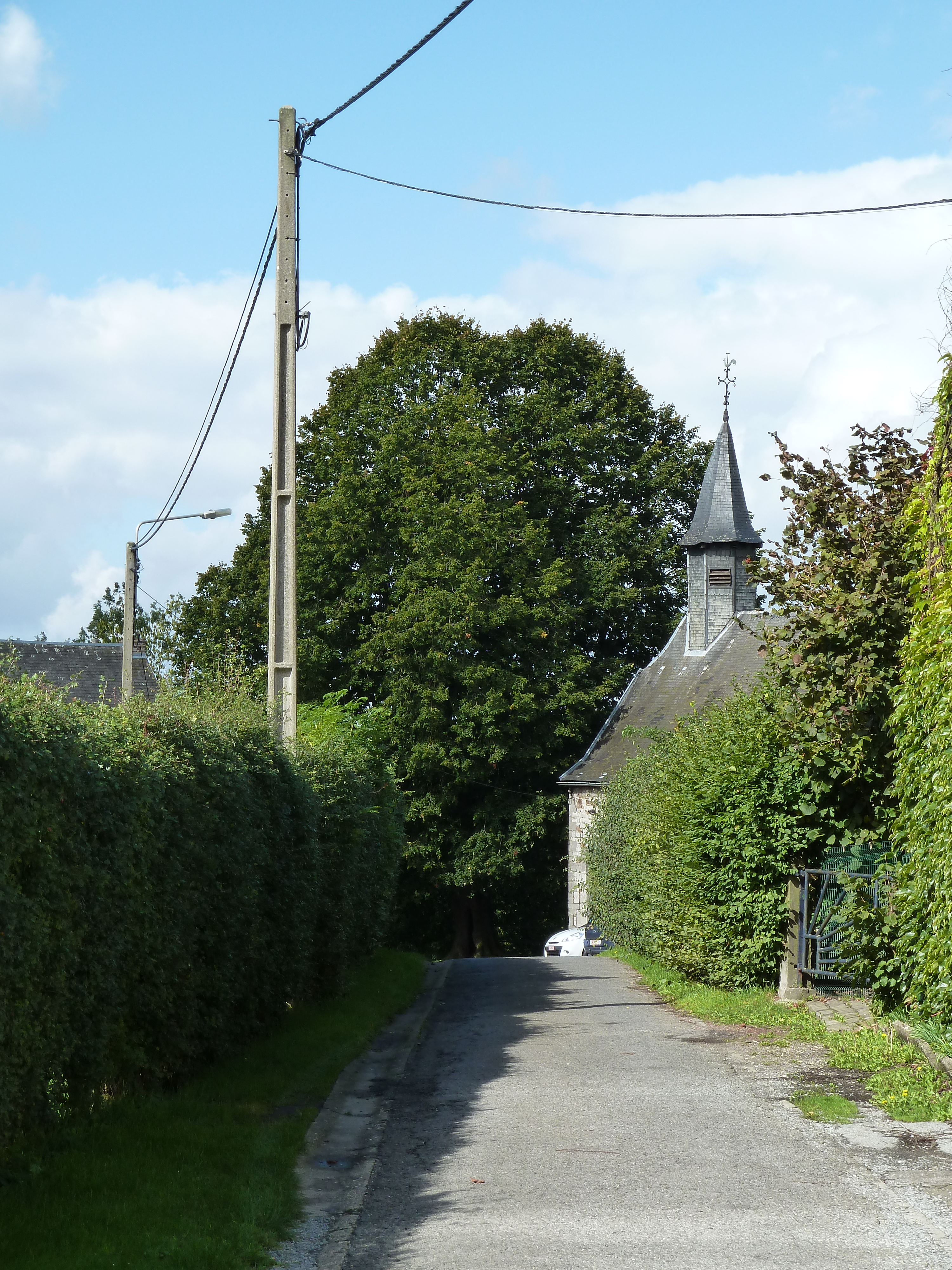
De spijkerlinde naast het kerkje van Saint-Hadelin.

De Spijkerlinde van Olne is een spijkerboom in het Belgische Olne, in het plaatsje Saint-Hadelin. Aan de boom worden in het volksgeloof geneeskrachtige krachten toegekend.
In de lindeboom worden spijkers geslagen zodat de boom de pijnen zou overnemen die mensen hebben. In de stam van de boom zijn de vele spijkers te zien die er door de tijd ingeslagen zijn. De boom staat boven op een rots vanwaar men uitkijkt op het beekdal van de Magne, een zijrivier van de Vesder. Naast de spijkerlinde staat de Sint-Hadelinuskerk.

## Afbeeldingen

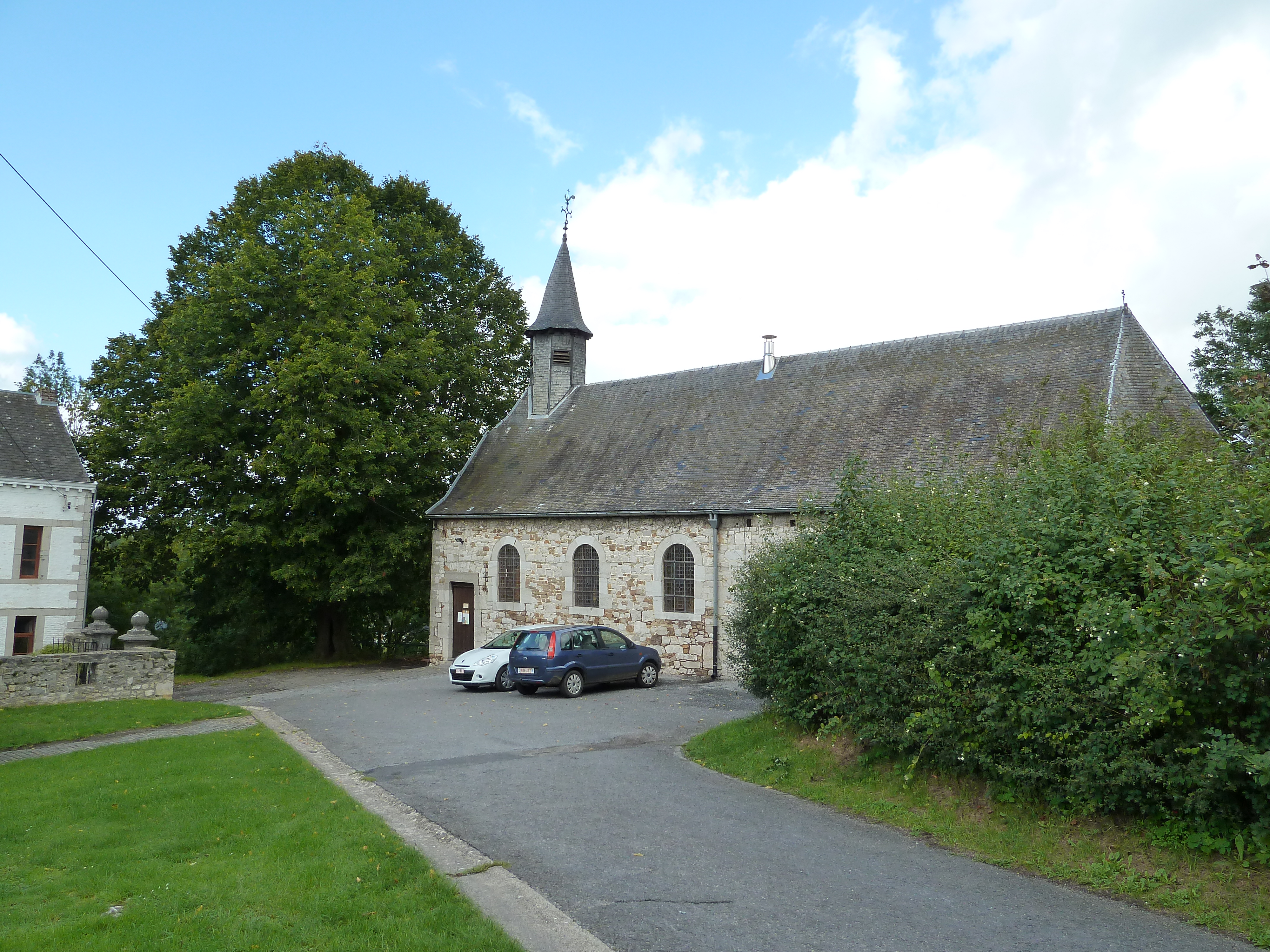
Kerkje van Saint-Hadelin
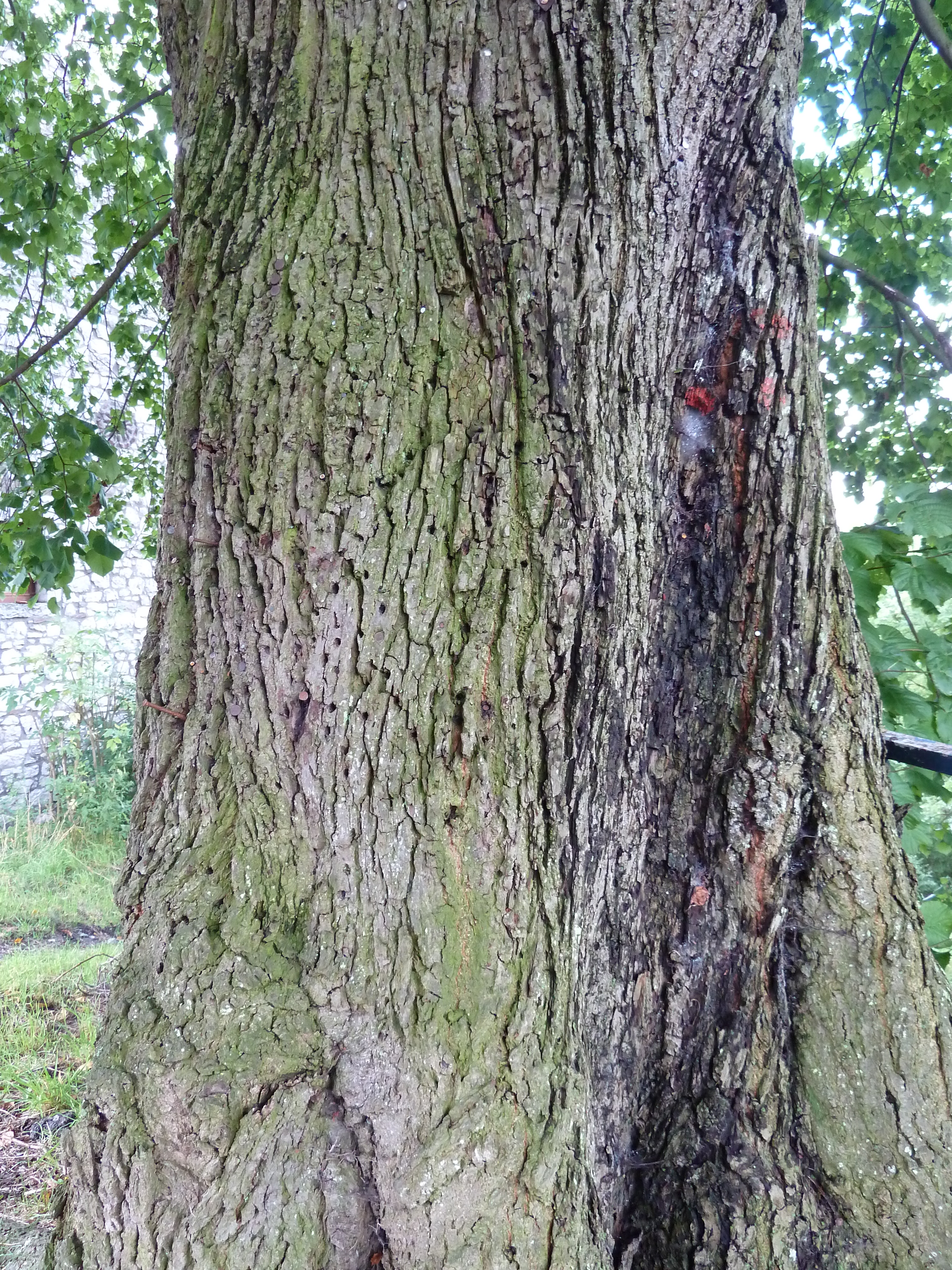
De stam
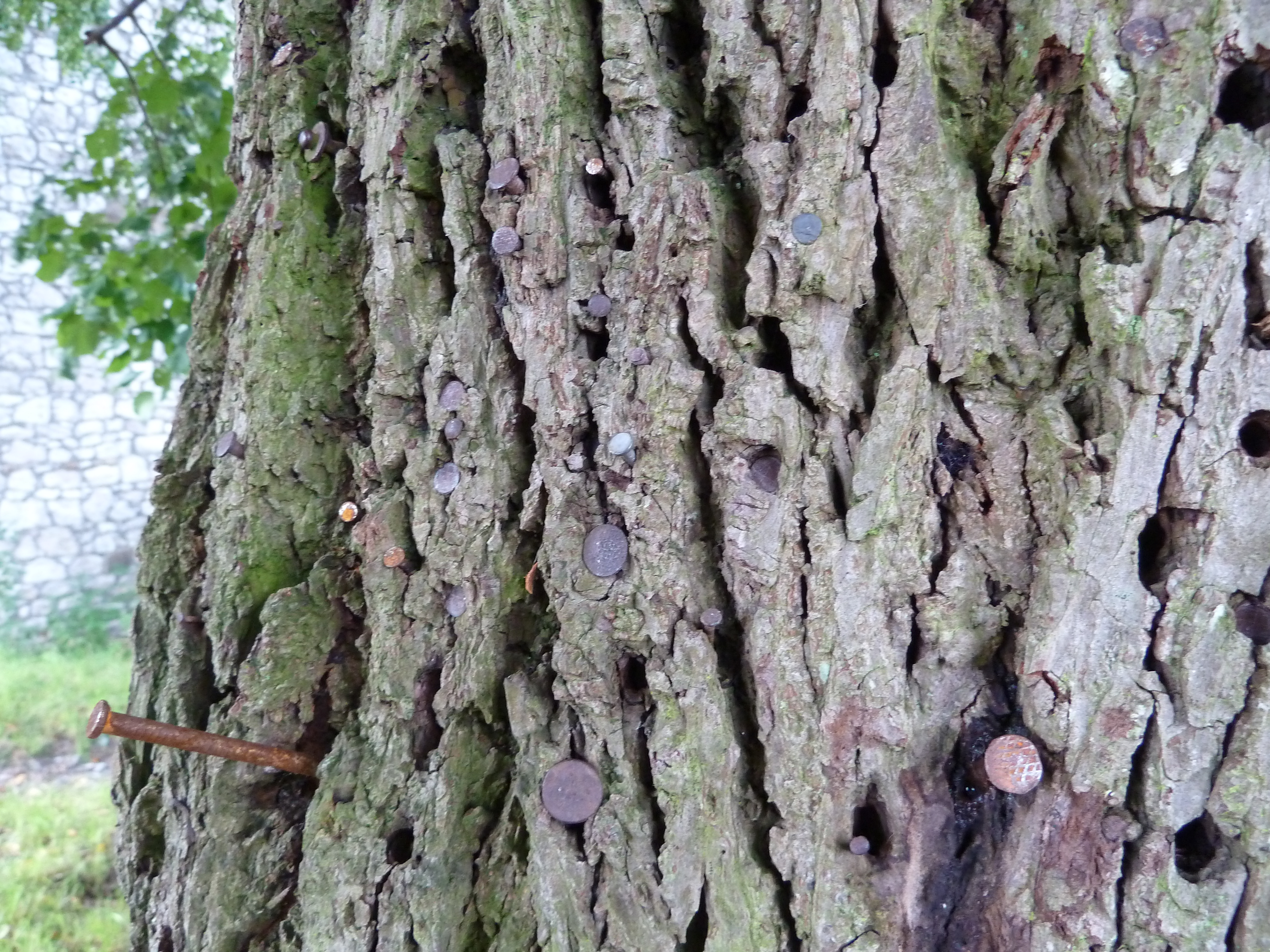
Close-up